# Eubolbitus sicardi
Eubolbitus sicardi es una especie de coleóptero de la familia Geotrupidae.

## Distribución geográfica
Habita en África del Norte.